# Irène Tiendrébéogo
Irène Dimwaogdo Tiendrébéogo (* 27. Februar 1977 in Ouagadougou) ist eine ehemalige burkinische Leichtathletin, die sich auf den Hochsprung spezialisiert hat. Ab 2001 startete sie für Monaco im Sprint.

## Sportliche Laufbahn
Erste internationale Erfahrungen sammelte Irène Tiendrébéogo im Jahr 1994, als sie bei den erstmals ausgetragenen Juniorenafrikameisterschaften in Algier mit übersprungenen 1,65 m die Silbermedaille gewann, wie auch bei den Juniorenafrikameisterschaften im Jahr darauf in Bouaké mit 1,73 m. Anschließend nahm sie an den Weltmeisterschaften in Göteborg teil, schied dort aber mit 1,80 m in der Qualifikation aus. Zudem nahm sie erstmals an den Afrikaspielen in Harare teil und gewann dort mit einer Höhe von 1,75 m die Silbermedaille hinter der Südafrikanerin Hestrie Storbeck. 1996 siegte sie bei den Afrikameisterschaften in Yaoundé mit 1,84 m und qualifizierte sich damit für die Olympischen Spiele in Atlanta, bei denen sie mit 1,80 m aber nicht das Finale erreichte. Im Jahr darauf gelang ihr bei den Weltmeisterschaften in Athen in der Qualifikation keine einzige Höhe, anschließend gewann sie aber bei den Spielen der Frankophonie in Antananarivo mit übersprungenen 1,82 m die Bronzemedaille hinter der Belgierin Sabrina De Leeuw und Nathalie Belfort, die für Québec an den Start ging. 1998 gewann sie bei den Afrikameisterschaften in Dakar mit 1,84 m die Silbermedaille hinter der Südafrikanerin Storbeck und auch im Jahr darauf musste sie sich bei den Afrikaspielen in Johannesburg mit 1,85 m der Südafrikanerin geschlagen geben. Zuvor stellte sie in Niort mit 1,94 m einen neuen Landesrekord auf und nahm auch an den Weltmeisterschaften in Sevilla teil, erreichte dort mit 1,89 m aber nicht das Finale. 
Ab 2001 startete Tiendrébéogo für Monaco und belegte bei den Spielen der kleinen Staaten von Europa (GSSE) in San Marino in 25,40 s den sechsten Platz im 200-Meter-Lauf und zwei Jahre später wurde sie bei den GSSE in Marsa in 57,69 s Fünfte im 400-Meter-Lauf und erreichte mit der monegassischen 4-mal-400-Meter-Staffel in 3:57,20 min Rang vier. Damit beendete sie im Alter von 27 Jahren ihre Karriere als Leichtathletin.

## Persönliche Bestleistungen
- 200 Meter: 25,40 s (+2,5 m/s), 2. Juni 2001 in San Marino
- 400 Meter: 57,69 s, 5. Juni 2003 in Marsa
- Hochsprung: 1,94 m, 1. August 1999 in Niort (burkinischer Rekord)
  - Halle: 1,81 m, 15. Februar 1998 in Bordeaux (burkinischer Rekord)